# China and the Chinese
China and the Chinese è un cortometraggio muto del 1913. Nei credit non appare né il nome del regista né quello dell'operatore del documentario girato a Shanghai.

## Produzione
Il film fu prodotto dalla Essanay Film Manufacturing Company. Venne girato in Cina, a Shanghai e sullo Yangtze (Fiume Azzurro).

## Distribuzione
Il film - un cortometraggio di una bobina - uscì nelle sale cinematografiche USA il 14 gennaio 1913.